# Pilatus SB-2
Pilatus SB-2 Pelikan je civilni višenamjenski zrakoplov tvrtke Pilatus, razvijen tijekom Drugog svjetskog rata. Razvoj je započeo 1941. a cilj je bio izraditi zrakoplov sa STOL karakteristikama kako bi se koristio u planinskim područjima. Za ono vrijeme imao je neobično tricikl podvozje. Prvi prototip i ujedno jedini izrađeni zrakoplov je prvi put poletio 30. svibnja 1944., a 13. lipnja 1948. je doživio nesreću nakon čega se odustalo od pokušaja popravljanja.

## Tehničke karakteristike (SB-2 Pelikan)
Izvori podataka: 
Osnovne karakteristike
- posada: 2
- kapacitet: 2/4 putnika
- raspon krila: 15,5 m

Letne karakteristike
- najveća brzina: 250 km/h
- motor: 1 x Pratt & Whitney Wasp Junior

Externale Pictures
- Pilatus SB-2 Plan  Arhivirana inačica izvorne stranice od 19. lipnja 2014. (Wayback Machine)
- Pilatus SB-2 Air
- Pilatus SB-2 Taxiway  Arhivirana inačica izvorne stranice od 19. lipnja 2014. (Wayback Machine)
- Pilatus SP-2 Side
- Pilatus SP-2 front
- Pilatus SB-2 top